# Synthemis serendipita
Synthemis serendipita – gatunek ważki z rodziny Synthemistidae.